# Duca di Solferino

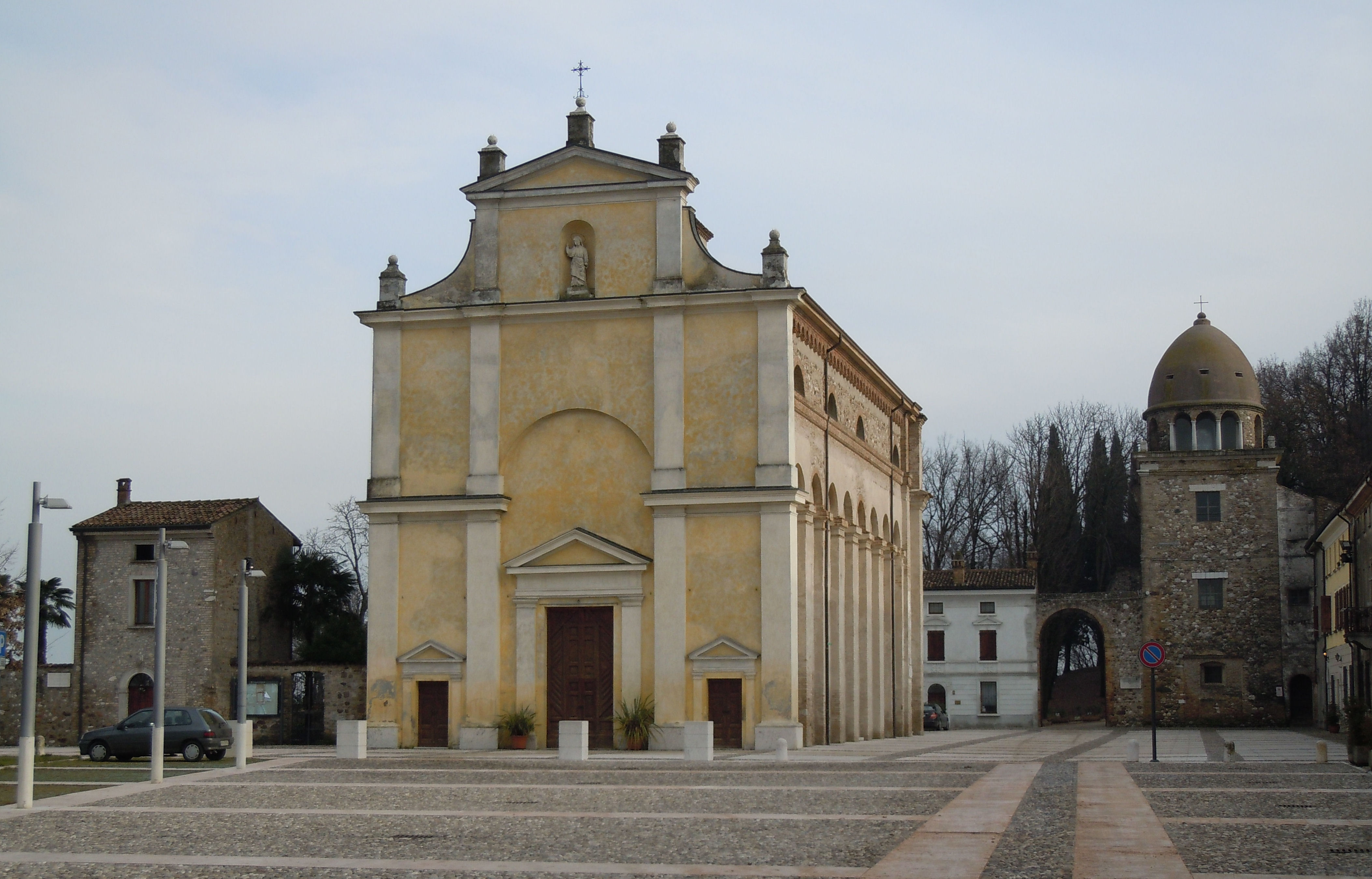
Solferino, piazza Castello con la chiesa di San Nicola di Bari.

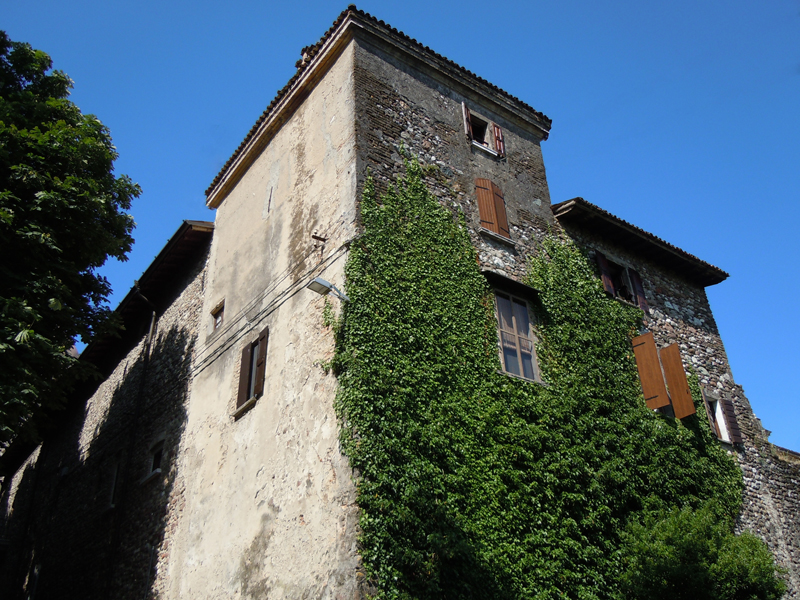
Solferino, Castello di Orazio Gonzaga

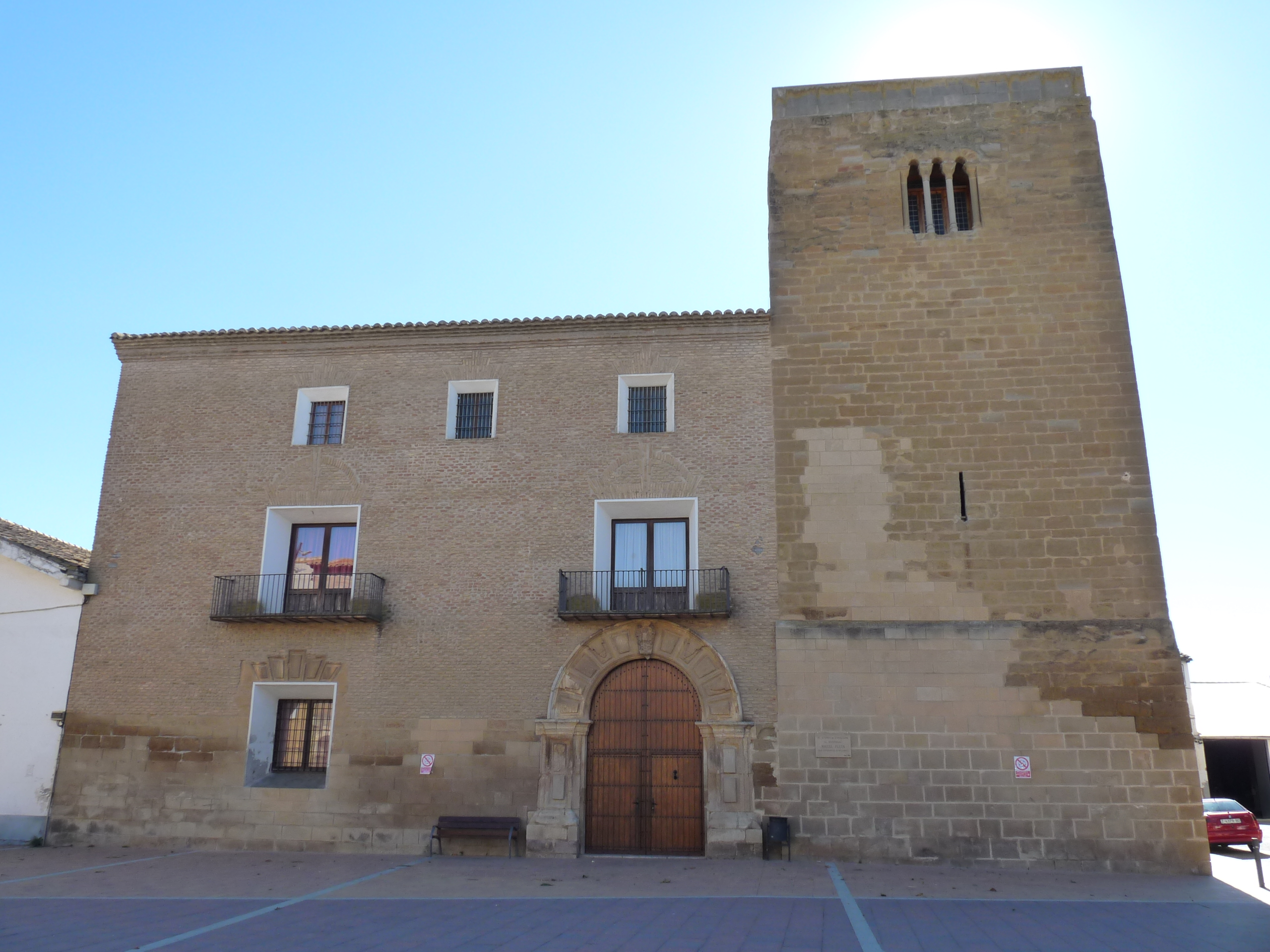
Albalate de Cinca, palazzo dei duchi di Solferino

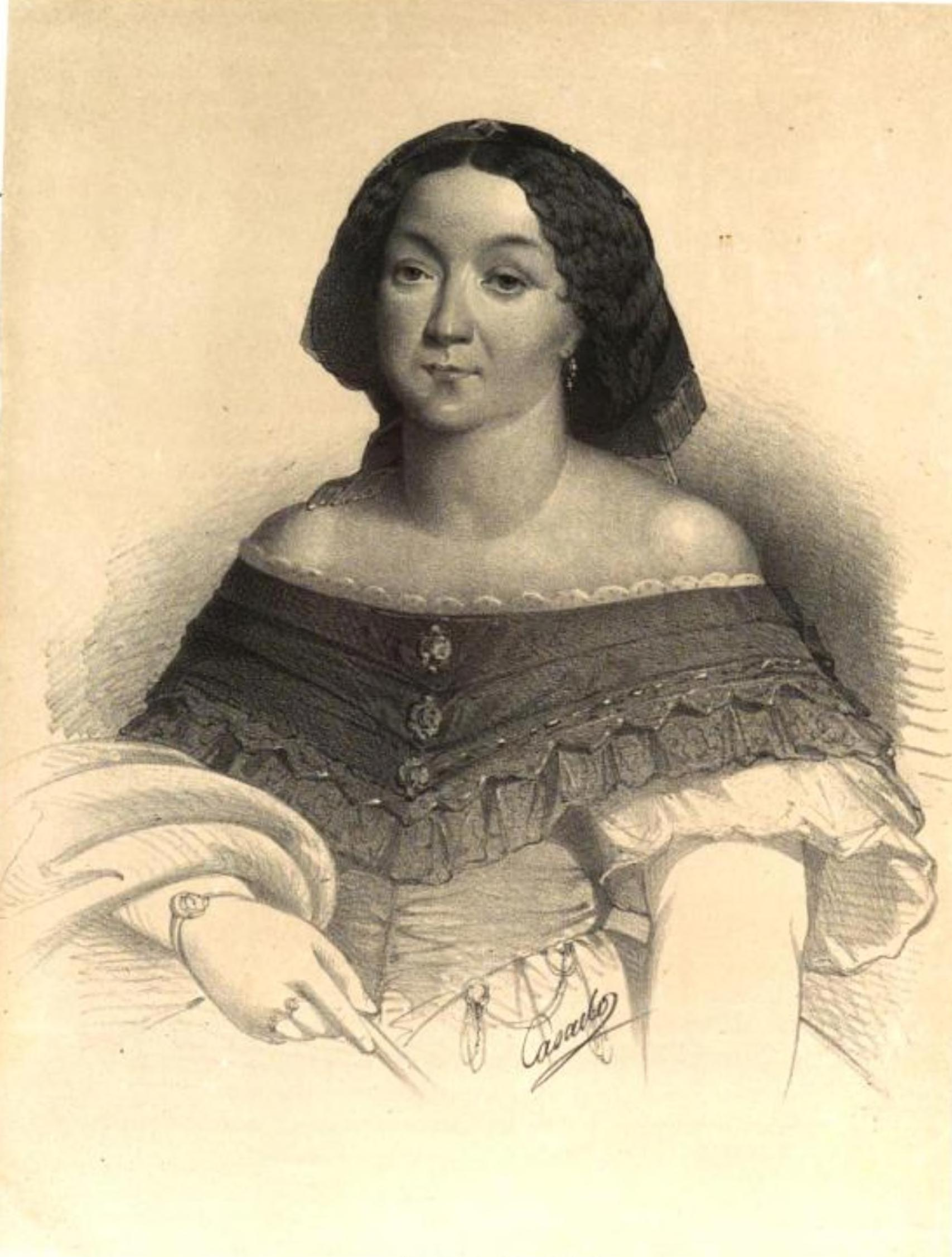
María de la Concepción Pignatelli de Aragón y Bellonio

Duca di Solferino è un titolo nobiliare spagnolo creato il 21 dicembre 1717 dal re Filippo V a favore di Francesco Gonzaga.
Francesco Gonzaga era il figlio di Ferdinando II Gonzaga, principe di Castiglione, e di Laura Pico della Mirandola (1660-1720).
Il suo nome si riferisce alla città di Solferino, in provincia di Mantova, che mai nella storia è stata sotto il controllo spagnolo.

## Duchi di Solferino
|                     | Titolare                                               | Periodo               |
| Creato da Filippo V | Creato da Filippo V                                    | Creato da Filippo V   |
| ------------------- | ------------------------------------------------------ | --------------------- |
| I                   | Francesco Gonzaga y Pico de la Mirandola               | 1717-1758             |
| II                  | María Luisa Gonzaga y Caracciolo                       | 1758-1773             |
| III                 | José María Pignatelli de Aragón y Gonzaga              | 1773-1774             |
| IV                  | Luis Antonio Pignatelli de Aragón y Gonzaga            | 1774-1801             |
| V                   | Armando Luis Pignatelli de Aragón y Pignatelli         | 1802-1809             |
| VI                  | Juan Domingo Pignatelli de Aragón y Gonzaga            | 1816-1819             |
| VII                 | Juan María Pignatelli de Aragón y Wall                 | 1819-1823             |
| VIII                | Juan Bautista Pignatelli de Aragón y Bellonio          | 1823-1824             |
| IX                  | María de la Concepción Pignatelli de Aragón y Bellonio | 1847-1858             |
| X                   | Manuel María de Llanza y Pignatelli de Aragón          | 1868-1927             |
| XI                  | Luis Gonzaga Llanza y Bobadilla                        | 1928-1971             |
| XII                 | Carlos de Llanza y Albert                              | 1972-1980             |
| XIII                | Carlos Luis de Llanza y de Domecq                      | 1980-attuale titolare |

## Storia dei duchi di Solferino
- Francesco Gonzaga e Pico della Mirandola (1684-1758), I duca di Solferino, Principe del Sacro Romano Impero, Cavaliere del Toson d'Oro.

1. Sposò Isabel Zacarías Ponce de León y Lancastre, figlia di Manuel Ponce de Leon e Fernandez de Cordoba, VI duca di Arcos, ecc. e Maria de Guadalupe de Lancastre e Cardenas, duchessa di Aveyro, VI duchessa di Aveiro, in Portogallo. Nessun discendente.

2. Sposò Giulia Quitteria Caracciolo di Santo Buono e Ruffo. Gli succedette, dal suo secondo matrimonio, la figlia:
- Maria Luisa Gonzaga y Caracciolo (1726-1773), II duchessa di Solferino.

1. Sposò Joaquín Atanasio Pignatelli de Aragón y Moncayo, V marchese di Mora, V marchese di Fantova Coscojuela, sedicesimo conte di Fonti, ottavo conte di Centellas Castello. Gli succedette il figlio:
- José María Pignatelli de Aragón y Gonzaga (1744-1774), III duca di Solferino.

1. Sposato con Maria Ignacia del Pilar Fernandez Abarca Bolea y Híjar. Nessun discendente. Gli succedette il fratello:
- Luis Antonio Pignatelli de Aragón y Gonzaga (1749-1801), IV duca di Solferino.

1. Sposò Alfonsina Luisa Pignatelli y San Severino. Gli succedette il figlio:
- Luis Armando y Pignatelli Pignatelli de Aragon (1770-1809), V duca di Solferino. Singolo. Nessun discendente. Gli succedette il fratello di suo padre, suo zio:
- Juan Domingo Pignatelli de Aragón y Gonzaga (1757-1819), VI duca di Solferino.

1. Sposato con María Trinidad Wall y Manrique de Lara. Gli succedette il figlio:
- Juan Maria Pignatelli de Aragon y Wall (1799-1823), VII duca di Solferino.

1. Sposato con María de la Salud manrique de Lara y Mosdqueda, II contessa Armided di Toledo.
2. Sposò Adelaide Bellonio Meroni. Gli succedette il figlio:
- Juan Domingo y Bellonio Pignatelli de Aragon (1823-1824), VIII duca di Solferino, conte di Fuentes. Singolo. Nessun discendente. Gli succedette la sorella:
- María de la Concepción y Bellonio Pignatelli de Aragon (1824-1858), IX duchessa di Solferino, marchesa di Mora.

1. Sposata con Benito Llanza y de Esquivel. Gli succedette il figlio:
Manuel María de Llanza y Pignatelli de Aragón (1857-1927), X duca di Solferino.
1. Sposò Maria Asuncion de Bobadilla y Arizala Martinez. Gli succedette il figlio:
- Luis Gonzaga Llanza y Bobadilla († 1971), XI duca di Solferino.

1. Sposò Maria de los Dolores y Albert Despujols. Gli succedette il figlio:
- Carlos de Llanza y Albert (n. 1914), XII duca di Solferino.

1. Sposò Petra Domecq y Riva. Gli succedette il figlio:
- Carlos Luis de Llanza y de Domecq, XIII duca di Solferino.

1. Sposato con Maria Victoria Ortiz y Fernandez.

2. Sposato con Margarita Rivas y Rico.